# أندي ثورن
أندي ثورن (بالإنجليزية: Andy Thorn)‏ هو لاعب كرة قدم أمريكية أمريكي، ولد في 4 فبراير 1982 في بلدة ووترفورد في الولايات المتحدة.

## وصلات خارجية
- أندي ثورن على موقع مرجع كرة القدم المحترفة.كوم (الإنجليزية)